# Republicanos por Obama

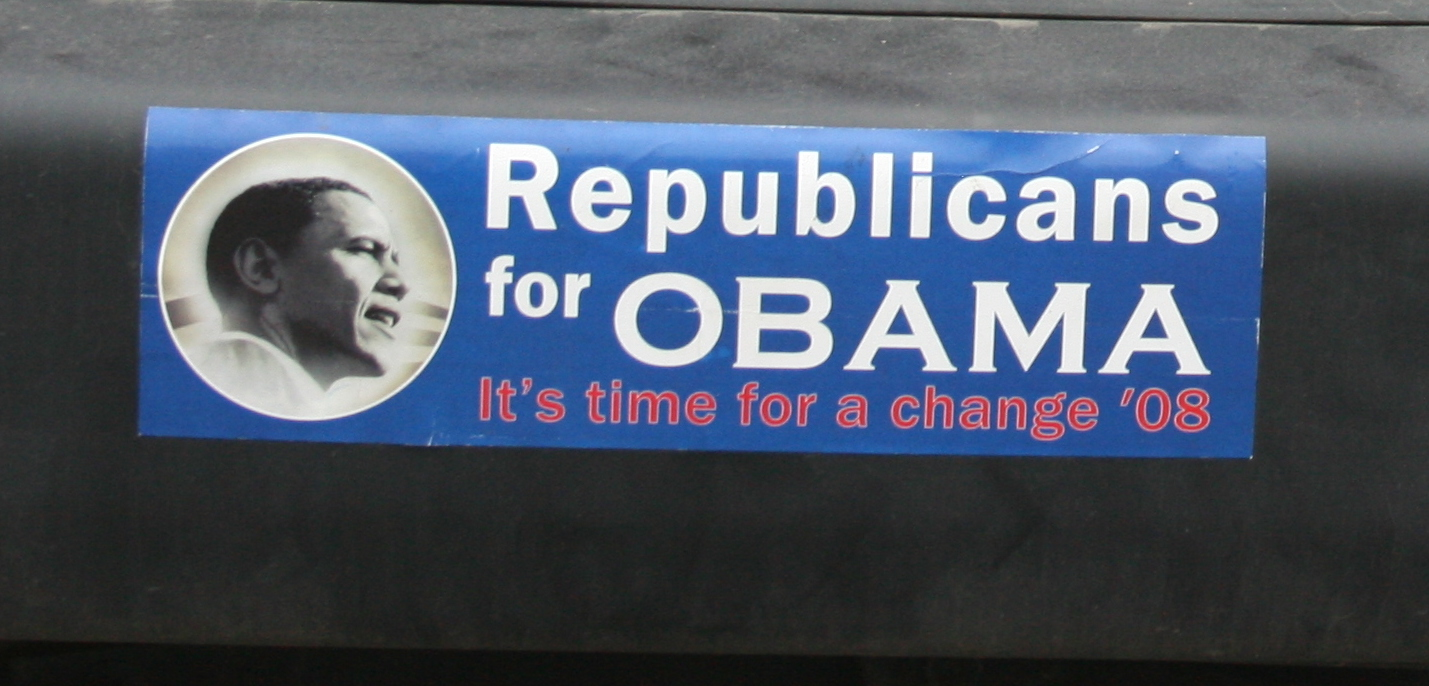
Pegatina que dice "Republicanos por Obama" en un automóvil con matrícula de Alaska

Republicanos por Obama o también Obamacan es un término utilizado para describir a los republicanos estadounidenses que apoyaron a Barack Obama para que se convirtiera en Presidente de los Estados Unidos en las elecciones presidenciales de 2008. También se utiliza el término «Obamacon», en referencia a los conservadores que apoyaban a Obama basándose en principios más liberales, sobre todo, por la Guerra de Irak. Una encuesta Gallup del 28 de julio al 3 de agosto indicó que un 10% de republicanos prefería a Obama sobre McCain, en comparación con un 12% de «demócratas por McCain».

## Historia
Los elogios conservadores hacia Obama fueron destacados en la revista conservadora Insight en julio de 2007. El artículo de Insight se centraba en el carácter de Obama, en contraste con la entonces favorita demócrata Hillary Clinton.En enero de 2008, Andrew Sullivan, de The Atlantic, también elogió el carácter y la personalidad de Obama.En marzo de 2008, Andrew Bacevich, escribiendo en The American Conservative, afirmó que los "conservadores con principios" deberían considerar votar por Obama, ya que prometía un fin rápido a la guerra de Irak; guerra que, según Bacevich, había contribuido al crecimiento del poder federal y presidencial.Bruce Bartlett, escribiendo en The New Republic, citó la oposición de Obama a la guerra de Irak como el principal motivo de atracción para los conservadores. También se mencionaban su oposición a algunas partes de la Ley PATRIOT y su posible apoyo a los vales escolares.
En junio de 2008, al republicano Douglas Kmiec se le negó la comunión católica por su apoyo a Obama, debido a una interpretación de la doctrina de la Iglesia y a la postura proelección de Obama.Ese mismo mes, el comentarista del Washington Post Robert Novak culpó a las políticas del presidente George W. Bush por las deserciones republicanas hacia el campo de Obama y sugirió que los republicanos Colin Powell y Chuck Hagel podrían declarar pronto su apoyo a Obama.En julio de 2008, el columnista afroamericano libertario-conservador Thomas Sowell criticó a los “Obamacons” y les aconsejó considerar más seriamente las posturas liberales de Obama en muchos temas antes de apoyarlo en lugar del candidato republicano John McCain, a pesar de las duras críticas que el propio Sowell había hecho anteriormente contra McCain.
El 19 de octubre de 2008, Colin Powell, quien fue el primer secretario de Estado del presidente George W. Bush, respaldó a Obama durante una aparición en Meet the Press. Al calificar a Obama como una “figura transformadora”, Powell citó como razones de su decisión la elección de Sarah Palin por parte de John McCain (quien, según Powell, no está “preparada para ser presidenta”), los ataques personales de los republicanos contra Obama y la capacidad de Obama para mejorar las relaciones tensas entre Estados Unidos y sus aliados.
El Partido Republicano informó que un total de 700 votantes republicanos en Iowa votaron por Obama durante los caucus de enero de 2008, y 500 en Colorado durante sus caucus de febrero de 2008.Encuestas realizadas a fines de febrero de 2008 —el punto álgido de las primarias demócratas y cuando los republicanos prácticamente ya habían decidido a John McCain como su candidato— mostraron que hasta un 14 % de los republicanos apoyaban a Obama.Algunos donantes republicanos desencantados o moderados que contribuyeron a la campaña de George Bush en 2004 realizaron donaciones a la campaña de Obama.
Tras el respaldo del general Powell, otros republicanos prominentes se sumaron a las filas de quienes habían decidido votar por el senador Obama, entre ellos: el exgobernador de Massachusetts William Weld, el exgobernador de Minnesota Arne Carlson, el exvocero del presidente George W. Bush, Scott McClellan, y los destacados conservadores Ken Adelman y Charles Fried.

Esta oleada de respaldos llevó a The Economist a publicar un análisis en profundidad sobre "El auge de los Obamacons" y su influencia:
La brigada más numerosa en el ejército de los Obamacons está compuesta por libertarios, furiosos con el conservadurismo de gran gobierno de Bush, preocupados por su compromiso con una “guerra contra el terrorismo” sin fin, y disgustados por su actitud despreocupada hacia los derechos civiles. … Para muchos conservadores, Obama encarna cualidades que su partido ha abandonado: pragmatismo, competencia y respeto por la razón antes que por la emoción. La respuesta serena y controlada de Obama ante la crisis de Wall Street contrastó marcadamente con el exhibicionismo de McCain. … ¿Qué tanto importan estos Obamacons? Más de lo que McCain quisiera admitir. Los Obamacons son una manifestación de una agitación más profunda dentro de las bases republicanas, ya que la antigua coalición de activistas por un gobierno limitado, conservadores sociales y republicanos proempresa se está desmoronando. También influyen en la opinión pública. … La pregunta más tentadora es si el auge de los Obamacons señala una reconfiguración política duradera. … Si el Partido Republicano continúa pensando que el problema está en las ratas y no en la navegabilidad del barco, entonces los Obamacons han llegado para quedarse.
Los republicanos y otros conservadores que respaldaban abiertamente a Barack Obama fueron objeto de sátira en el programa de televisión The Colbert Report el 29 de octubre de 2008, el cual alcanzó índices de audiencia récord con un respaldo irónicamente interesado por parte del personaje conservador interpretado por el comediante Stephen Colbert.
The Wall Street Journal describió a los Obamacons como "la señal más reciente de que la coalición del Partido Republicano se está fracturando".

## RepublicansforObama.org
RepublicansforObama.org fue fundada en diciembre de 2006 por John Martin, un reservista de la Armada de los Estados Unidos.La organización creció hasta incluir a más de 2,500 miembros registrados de todo el país y fue mencionada en USA Today, The New Yorker y otros medios durante la campaña presidencial de 2008.

## Encuestas
La última encuesta electoral de Gallup, realizada entre el 27 de octubre y el 2 de noviembre, indicó que el 10 % de los republicanos apoyaban a Obama en lugar de a McCain, en comparación con el 7 % de los demócratas que apoyaban a McCain.Gallup también señaló que, aunque el apoyo a Obama entre los conservadores autodeclarados era mayor que el que recibió John Kerry, seguía siendo inferior al que obtuvo Al Gore.En agosto, Andrew Romano de Newsweek afirmó que las encuestas que había consultado indicaban que los votantes que cruzaban líneas partidarias “se anulaban mutuamente”.Sin embargo, The Economist citó una encuesta de finales de octubre de 2008 que indicaba que Obama estaba “ganando el 22 % de los conservadores autodeclarados, una proporción más alta que la de cualquier candidato demócrata desde 1980”.

## Funcionarios republicanos que respaldaron a Obama

### Miembros del gabinete y funcionarios con rango de gabinete
- Kenneth Duberstein, jefe de gabinete de la Casa Blanca (1988–1989), subjefe de gabinete de la Casa Blanca (1987–1988), director de asuntos legislativos de la Casa Blanca (1982–1983)[27]
- Wally Hickel, gobernador de Alaska (1966–1969, 1990–1994), secretario del Interior (1969–1970)[28]
- Paul H. O'Neill, secretario del Tesoro (2001–2002)[29]
- Colin Powell, secretario de Estado (2001–2005), presidente del Estado Mayor Conjunto (1989–1993), consejero de Seguridad Nacional (1987–1989), subconsejero de Seguridad Nacional (1986–1987)[12]

### Senadores de los Estados Unidos
- Edward Brooke, senador de los Estados Unidos por Massachusetts (1967–1979), fiscal general de Massachusetts (1963–1967)[30]
- Lincoln Chafee, gobernador de Rhode Island (2011–2015), senador de los Estados Unidos por Rhode Island (1999–2007), alcalde de Warwick (1993–1999); Chafee estaba registrado como independiente en ese momento, pero sirvió como republicano en el Congreso[31]
- Charles Mathias, senador de los Estados Unidos por Maryland (1969–1987) y representante de los Estados Unidos por el 6.º distrito congresional de Maryland (1961–1969)[32]
- Larry Pressler, senador de los Estados Unidos por Dakota del Sur (1979–1997) y representante de los Estados Unidos por el 1.er distrito congresional de Dakota del Sur (1975–1979)[33]